# Jessica Born
Jessica Born (* 19. April 1974 in Aschaffenburg) ist eine deutsche Sängerin im Bereich Blues-, Soul,- Jazz- und Rockmusik.

## Leben
Born startete ihre Karriere mit 14 Jahren mit der Band 4224 You. 1990 wurde Jessica Frontfrau bei der Foolhouse Bluesband, die sich später in Jessica Born & The Foolhouse Bluesband umbenannte. Die Gruppe produzierte drei Alben: Die ersten beiden waren Live-Mitschnitte, die letzte eine Studioproduktion mit vorwiegend eigenen Kompositionen. Die Band gab europaweit Konzerte und gastierte auf dem Lahnsteiner Bluesfestival und weiteren Festivals. 1995 trat sie zusammen mit dem Jazzgitarristen Buddy Brudzinsky auf. Es folgten weitere Projekte mit anderen Musikern in den Bereichen Jazz/Pop/Rock & Soul. Seit 2004 trat sie zusammen mit dem Gitarristen Tony Osanah (* 1947) als Acoustic-Duo auf. 
Über die letzten 12 Jahre arbeitete sie zusammen mit Ali Neander, Raoul Walton (Westernhagen etc.) – Bass, Moritz Müller (Gianna Nannini) und anderen.
Seit 2020 entstanden weitere CDs in Zusammenarbeit mit dem Musiker und Komponisten Georg Crostewitz.
Born wohnt in der Nähe von Aschaffenburg.